# Zapata (cimentación)

Dibujo esquemático de cimentación con zapatas.

Una zapata es un tipo de cimentación superficial, que puede ser empleada en terrenos razonablemente homogéneos y de resistencias a comprensiones medias o altas. Consisten en un ancho prisma de hormigón (concreto) situado bajo los pilares de la estructura. Su función es transmitir al terreno las tensiones a que está sometida el resto de la estructura y anclarla. 
Cuando no es posible emplear zapatas debe recurrirse a cimentación por pilotaje o losas de cimentación.

## Tipos de zapatas
Existen varios tipos de zapatas en función de si servirán de apoyo a uno o varios pilares o bien sean a muros. Para pilares singulares se usan zapatas aisladas, para dos pilares cercanos zapatas combinadas, para hileras de pilares o muros zapatas corridas.

### Zapatas aisladas
Empleadas para pilares aislados en terrenos de buena calidad, cuando la excentricidad de la carga del pilar es pequeña o moderada. Esta última condición se cumple mucho mejor en los pilares no perimetrales de un edificio. Las zapatas aisladas según su relación entre el canto y el vuelo o largo máximo libre pueden clasificarse en:
- Zapatas rígidas o poco deformables.
- Zapatas flexibles o deformables.

Y según el esfuerzo vertical esté en el centro geométrico de la zapata se distingue entre:
- Zapatas centradas.
- Zapatas excéntricas.
- Zapatas irregulares.
- Zapatas colindantes

El correcto dimensionado de las zapatas aisladas requiere la comprobación de la capacidad portante de hundimiento, la comprobación del estado de equilibrio (deslizamiento, vuelco), como la comprobación resistente de la misma y su asentamiento diferencial en relación con las zapatas contiguas.
Para construir una zapata aislada deben independizarse los cimientos y las estructuras de los edificios ubicados en terrenos de naturaleza heterogénea, o con discontinuidades, para que las diferentes partes del edificio tengan cimentaciones estables. Constructivamente, conviene que las instalaciones del edificio estén sobre el plano de los cimientos, sin intersecar zapatas o riostras.
La profundidad del plano de apoyo se fija basándose en el informe geotécnico, sin alterar el comportamiento del terreno bajo el cimiento, a causa de las variaciones del nivel freático o por posibles riesgos debidos a las heladas. Es conveniente llegar a una profundidad mínima por debajo de la cota superficial de 50 u 80 cm en aquellas zonas afectadas por estas variables. El informe geotécnico proporciona información sobre la resistencia a compresión de los diferentes estratos, por lo que a partir de él es posible decidir el estrato más adecuado teniendo en cuenta la heterogeneidad del terreno y el coste de construcción de los diversos tipos de cimentación.
En el caso de que el edificio tenga una junta estructural con soporte duplicado (dos pilares), se efectúa una sola zapata para los dos soportes. En cuanto al hormigón, la mayor parte de instrucciones de hormigón recomiendan bajo condiciones usuales, usar hormigón de consistencia plástica, con áridos de tamaño alrededor de 40 mm. En la ejecución, y antes de echar el hormigón, disponer en el fondo una capa de hormigón pobre de aproximadamente 5 cm de espesor, antes de colocar las armaduras. Para todo tipo de zapata, el plano de apoyo de la misma debe quedar empotrado 10 cm. en el estrato del terreno.

### Zapatas combinadas
A veces, cuando un pilar no puede apoyarse en el centro de la zapata, sino excéntricamente sobre la misma o cuando se trata de un pilar perimetral con grandes momentos flectores la presión del terreno puede ser insuficiente para prevenir el vuelco de la cimentación. Una forma común de resolverlo es uniendo o combinando la zapata de cimentación de este pilar con la más próxima, o mediante vigas centradoras, de tal manera que se pueda evitar el giro de la cimentación.
Un caso frecuente de uso de zapatas combinadas son las zapatas de medianería o zapatas de lindero, que por limitaciones de espacio suelen ser zapatas excéntricas. Por su propia forma estas zapatas requieren para un correcto equilibrio una viga centradora. Dicha viga centradora junto con otras dos zapatas, constituye un caso de zapatas combinadas.

### Zapatas armadas o continuas

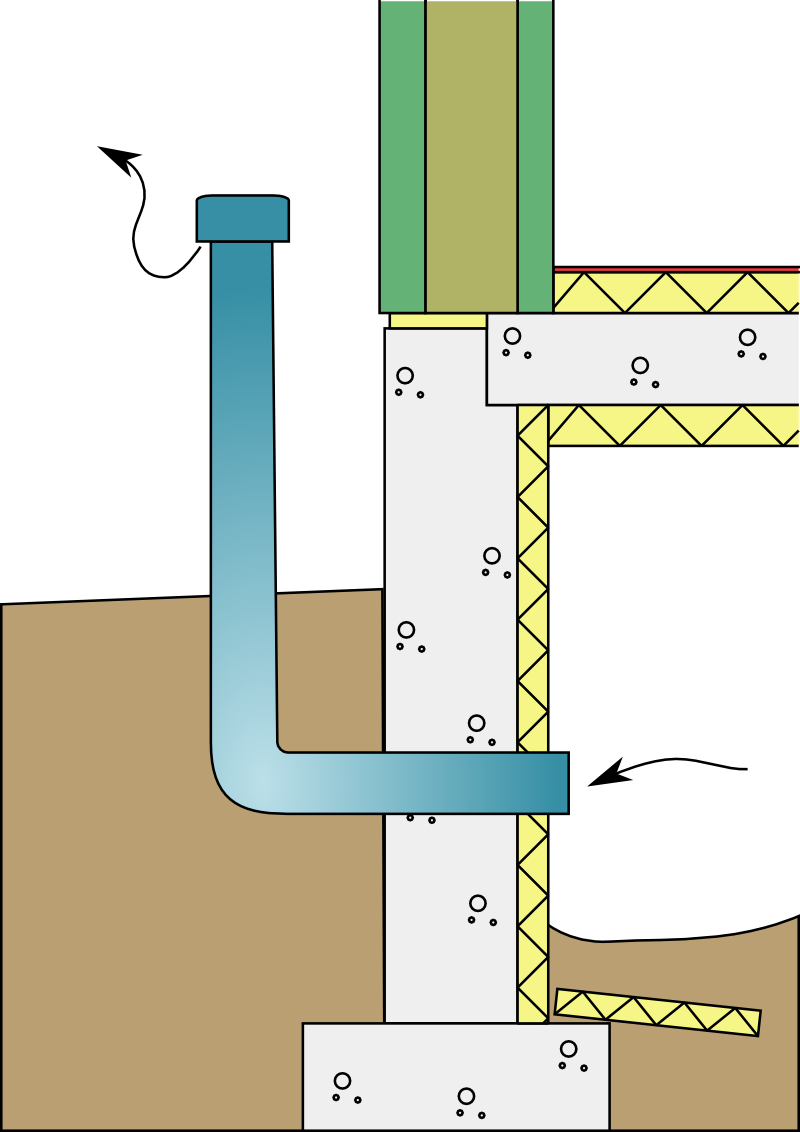
Dibujo esquemático de zapata continua.

Se emplea normalmente este tipo de cimentación para sustentar muros de carga, o pilares alineados relativamente próximos, en terrenos de resistencia baja, media o alta. Las zapatas de lindero conforman la cimentación perimetral, soportando los pilares o muros excéntricamente; la sección del conjunto muro-zapata tiene forma de "L" para no invadir la propiedad del vecino. Las zapatas interiores sustentan muros y pilares según su eje y la sección muro-zapata tiene forma de T invertida; poseen la ventaja de distribuir mejor el peso del conjunto.

### Cálculo de zapatas
El cálculo de zapatas requiere comprobar que no se sobrepasan diversos estados límite (ELU) últimos entre ellos:
- ELU de estabilidad: se produce cuando existe riesgo de vuelco o deslizamiento, se produce cuando el momento flector del pilar en una zapata aislada es excesivo (vuelco) o la fuerza rasante es excesiva (deslizamiento), se corrige cambiando la forma de la zapata o aumentando el área de la misma para aumentar la superficie de apoyo.
- ELU de hundimiento en el terreno, se produce porque el terreno de apoyo no tiene la capacidad portante necesaria, se corrige o aumentando la superficie de apoyo para repartir más los esfuerzos o cambiando la tipología de la cimentación, por ejemplo añadiendo pilotaje.
- ELU de agotamiento por flexión mecánica debida a una gran compresión del pilar, se produce por un momento flector excesivo y se corrige aumentando la altura o canto útil de la zapata o bien disponiendo una armadura de acero adecuada en la planta inferior de la zapata.
- ELU de punzonamiento, posibilidad de fisuración y eventual desconexión de la parte directamente comprimida por el pilar y el resto de la zapata. Se produce por un esfuerzo cortante excesivo y se corrige aumentado la altura o canto útil de la zapata o disponiendo una armadura extra para transmitir esfuerzos del pilar al resto de la zapata de manera más eficiente.